# Восточная Долгокыча
Восточная Долгокыча — село в Оловяннинском районе Забайкальского края России. Входит в состав сельского поселения Долгокычинское.

## География
Село находится в северо-восточной части района, на берегах реки Долгокычи (приток реки Турги), на расстоянии примерно 57 километров (по прямой) к северо-востоку от посёлка городского типа Оловянная.
Климат
Климат характеризуется как резко континентальный, с большими колебаниями средних температур зимних и летних месяцев, а также резкими колебаниями температур в течение одних суток. Среднегодовая температура воздуха составляет −1,4 °С. Абсолютный максимум температуры воздуха — 39,2 °С; абсолютный минимум — −45,5 °С. Среднегодовое количество осадков — 342 мм.
Часовой пояс
Село Восточная Долгокыча находится в часовой зоне МСК+6. Смещение применяемого времени относительно UTC составляет +9:00.

## Население
| 2021 |
| ---- |
| 0    |

## История
Основано в 2013 году путём выделения восточной части села Долгокыча в отдельный населённый пункт. Распоряжением Правительства Российской Федерации от 1 марта 2016 года на федеральном уровне было присвоено соответствующие наименование.